# Paracoelostoma peruviana
Paracoelostoma peruviana är en insektsart som beskrevs av Morrison 1927. Paracoelostoma peruviana ingår i släktet Paracoelostoma och familjen pärlsköldlöss.
Artens utbredningsområde är Peru. Inga underarter finns listade i Catalogue of Life.